# Classification de Prader
La classification de Prader, du nom d'Andrea Prader (en)(1919-2001) endocrinologue pédiatrique suisse, répertorie les différents cas d'intersexuation selon 5 types, :
- Type 1 : vulve normale avec hypertrophie clitoridienne.
- Type 2 : large vestibule en entonnoir s'ouvrant à la base du clitoris (sinus urogénital à 2 orifices séparés pour l'urètre et le vagin). Grandes lèvres séparées ou partiellement soudées.
- Type 3 : clitoris volumineux à la base duquel s'ouvre l'orifice unique d'un sinus urogénital étroit dans lequel se jettent urètre et vagin. Grandes lèvres partiellement soudées.
- Type 4 : aspect de garçon avec verge hypoplasique et souvent coudée. Hypoplasie périnéale, orifice unique d'allure urétrale s'ouvrant à la face inférieure (hypospadias) correspondant à un sinus urogénital dans lequel s'abouche à quelques cm du méat un vagin hypoplasique. Grandes lèvres soudées.
- Type 4 bis : le vagin ne communique pas avec le sinus et ne peut donc pas être démontré par la génitographie.
- Type 5 : aspect de garçon cryptorchide. Le vagin s'abouche très haut dans l'urètre.
- Type 5 bis, le vagin ne communique pas avec l'urètre.

Publiée en 1954, la classification de Prader s'applique en principe aux états d'hyperplasie congénitale des surrénales, pour définir un degré ou stade de virilisation (pseudo-hermaphrodisme féminin). 